# Pochazina walkeri
Pochazina walkeri är en insektsart som beskrevs av Metcalf 1955. Pochazina walkeri ingår i släktet Pochazina och familjen Ricaniidae. Inga underarter finns listade i Catalogue of Life.